# Arthur’s Seat
Arthur’s Seat (Góra Artura, Fotel Króla Artura, gael. Suidhe Artair) jest najwyższym szczytem Parku Holyrood, położonym w centrum Edynburga. 
Wzniesienie jest jednym z symboli tego miasta. Szczyt porośnięty jest w dużej części dziką roślinnością. Wznosi się na wysokość 251 metrów, skąd doskonale widać panoramę miasta i zatoki Forth. Jest to bardzo popularne miejsce spacerowe, oddalone zaledwie o 1,5 km od edynburskiego zamku. U stóp wzgórza, od strony północnej, znajduje się szkocka rezydencja królowej brytyjskiej (Pałac Holyrood) oraz Parlament Szkocki.
Nazwa wzięła się z legendy, według której Król Artur przyglądał się stamtąd zakończonej porażką bitwie swej armii z Piktami.